# Văn phòng Liên Hợp Quốc về Giải trừ quân bị
Văn phòng Liên Hợp Quốc về Giải trừ quân bị, viết tắt tiếng Anh là UNODA (United Nations Office for Disarmament Affairs) được thành lập vào tháng 1 năm 1998 với tư cách là Vụ Quản lý Giải trừ quân bị, một phần của kế hoạch cải cách Liên Hợp Quốc của Tổng thư ký Kofi Annan, như ông trình bày trong bản báo cáo tại Đại hội đồng Liên Hợp Quốc tháng 7 năm 1997.
Mục tiêu của Văn phòng là thúc đẩy giải trừ vũ khí hạt nhân và không phổ biến vũ khí hạt nhân, và tăng cường các chế độ giải trừ vũ khí hạt nhân, vũ khí hóa học và sinh học khác. Nó cũng thúc đẩy các nỗ lực giải trừ vũ khí trong lĩnh vực vũ khí thông thường, đặc biệt là mìn và vũ khí nhỏ, thường là vũ khí được lựa chọn trong các cuộc xung đột đương thời.
Đại diện cao cấp của Văn phòng từ tháng 6 năm 2015 là Kim Won-soo.

## Các đại diện cao cấp của Văn phòng
| Nhiệm kỳ  | Từ nước   | Đại diện                 |
| --------- | --------- | ------------------------ |
| 2015-2018 | Hàn Quốc  | Kim Won-soo              |
| 2012-2015 | Đức       | Angela Kane              |
| 2007-2012 | Brasil    | Sergio de Queiroz Duarte |
| 2006-2007 | Nhật Bản  | Nobuaki Tanaka           |
| 2003-2006 | Nhật Bản  | Nobuyasu Abe             |
| 1998-2003 | Sri Lanka | Jayantha Dhanapala       |